# Satyrus albofasciata
Satyrus albofasciata är en fjärilsart som beskrevs av Holik 1949. Satyrus albofasciata ingår i släktet Satyrus och familjen praktfjärilar. Inga underarter finns listade.